# Hypsocephalus paulae
Hypsocephalus paulae is een spinnensoort in de taxonomische indeling van de hangmatspinnen (Linyphiidae).
Het dier behoort tot het geslacht Hypsocephalus. De wetenschappelijke naam van de soort werd voor het eerst geldig gepubliceerd in 1918 door Eugène Simon.